# 足立明
足立 明（あだち あきら、1936年5月 - 2012年1月6日）は、日本の放送作家、脚本家、劇作家、児童文学作家、実業家、作詞家。島根県仁多郡奥出雲町八川出身。本名、足立昭。
1962年に国連劇脚本に入賞、サンデー毎日への応募脚本を期に東宝演劇文芸部に在籍する。1967年に劇団ピッカリ座を創立、ぬいぐるみ人形劇の創作を行う。多くのテレビアニメの原作脚本を手掛ける。仁田信夫名義にて原作を手掛けることもある。
2012年1月6日、肺炎のため死去。75歳没。

## 主な担当作品
- 妖怪人間ベム
- 悪魔の子 赤眼のグー
- 遊星仮面
- 鉄人28号
- 遊星少年パピイ
- ばくはつ五郎
- 黄金バット
- 星の王子さま プチ・プランス
- ケネディ騎士団

## 小説
- 砂漠の王子とタンムズの樹